# AEL Limassol
AEL Limassol (nowogr. Αθλητική Ένωση Λεμεσού translit. Athlītikī́ Énōsī Lemesoú (AEL Lemesoú)) (UEFA: AEL Limassol FC) – cypryjski klub piłkarski z siedzibą w mieście Limassol (Dystrykt Limassol).

## Historia
Klub został założony 4 października 1930 roku. Pierwszym prezesem klubu został Stavros Pittas. Drużyna piłkarska klubu swój pierwszy mecz rozegrała 6 stycznia 1931 roku. W Limassol AEL wygrał 6:1 z PSC.
Pierwszym tytułem było nieoficjalne Mistrzostwo Cypru, zdobyte w sezonie 1933/34. Oficjalny tytuł mistrzowski AEL zdobył w sezonie 1940/41.

## Symbole klubowe

### Herb i barwy
Barwy AEL to żółty i granatowy. Obecnie używany jest herb w kształcie okrągłej tarczy w barwach klubowych. W środkowej części wpisany jest granatowymi literami greckimi akronim nazwy klubu, a na otoku pełna nazwa klubu oraz rok założenia.

## Osiągnięcia
- Mistrzostwo Cypru (6 razy): 1940/41, 1952/53, 1954/55, 1955/56, 1967/68, 2011/12
- Wicemistrzostwo Cypru (2 razy): 1947/48, 2013/14
- Puchar Cypru (7 razy): 1938/39, 1939/40, 1947/48, 1984/85, 1986/87, 1988/89, 2018/19
- Finał Pucharu Cypru (12 razy): 1937/38, 1940/41, 1958/59, 1978/79, 1987/88, 2002/03, 2003/04, 2008/09, 2011/12, 2012/13, 2014/15[potrzebny przypis], 2022/23[4]

- Superpuchar Cypru (4 razy): 1953, 1968, 1985, 2015

## Bilans sezon po sezonie

### XXI wiek
| Sezon     | Liga          | Miejsce | Puchar Cypru / Puchary europejskie |
| --------- | ------------- | ------- | ---------------------------------- |
| 2000/2001 | A’ Kategorias | 3       | –                                  |
| 2001/2002 | A’ Kategorias | 3       | –                                  |
| 2002/2003 | A’ Kategorias | 5       | –                                  |
| 2003/2004 | A’ Kategorias | 4       | –                                  |
| 2004/2005 | A’ Kategorias | 10      | –                                  |
| 2005/2006 | A’ Kategorias | 7       | –                                  |
| 2006/2007 | A’ Kategorias | 9       | –                                  |
| 2007/2008 | A’ Kategorias | 9       | –                                  |
| 2008/2009 | A’ Kategorias | 4       | –                                  |
| 2009/2010 | A’ Kategorias | 2       | –                                  |
| 2010/2011 | A’ Kategorias | 7       | –                                  |
| 2011/2012 | A’ Kategorias | 1       | –                                  |
| 2012/2013 | A’ Kategorias | 5       | –                                  |
| 2013/2014 | A’ Kategorias | 2       | –                                  |
| 2014/2015 | A’ Kategorias | 8       | –                                  |
| 2015/2016 | A’ Kategorias | 7       | –                                  |
| 2016/2017 | A’ Kategorias | 4       | –                                  |
| 2017/2018 | A’ Kategorias | 5       | –                                  |

Poziom rozgrywek:
     pierwszy, najwyższy ogólnokrajowy
     drugi
     trzeci
     czwarty

## Europejskie puchary
Legenda do wszystkich tabel:
- Q – runda eliminacyjna, 1/16, 1/8, 1/4, 1/2 – odpowiednia faza rozgrywek, Grupa – runda grupowa, 1r gr – pierwsza runda grupowa, 2r gr – druga runda grupowa, F – finał, R – runda, PO – play-off
- k. – rzuty karne, los. – losowanie, Dogr. – dogrywka, w. – zasada bramek strzelonych na wyjeździe

| Sezon   | Rozgrywki                 | Runda   | Przeciwnik               | Dom | Wyjazd | Ogólnie    |
| ------- | ------------------------- | ------- | ------------------------ | --- | ------ | ---------- |
| 1968/69 | Puchar Europy             | 1R      | Real Madryt              | 0–6 | 0–6    | 0–12       |
| 1985/86 | Puchar Zdobywców Pucharów | 1R      | Dukla Praga              | 2–2 | 0–4    | 2–6        |
| 1987/88 | Puchar Zdobywców Pucharów | Q       | Dunajská Streda          | 0–1 | 1–5    | 1–6        |
| 1989/90 | Puchar Zdobywców Pucharów | 1R      | Admira Wacker            | 0–3 | 1–0    | 1–3        |
| 2002/03 | Puchar UEFA               | Q       | Ferencváros              | 0–4 | 2–1    | 2–5        |
| 2012/13 | Liga Mistrzów             | 2Q      | Linfield                 | 3–0 | 0–0    | 3–0        |
| 2012/13 | Liga Mistrzów             | 3Q      | Partizan                 | 1–0 | 1–0    | 2–0        |
| 2012/13 | Liga Mistrzów             | PO      | RSC Anderlecht           | 2–1 | 0–2    | 2–3        |
| 2012/13 | Liga Europy               | Grupa C | Olympique Marsylia       | 1–5 | 3–0    | 4. miejsce |
| 2012/13 | Liga Europy               | Grupa C | Fenerbahçe SK            | 0–1 | 0–2    | 4. miejsce |
| 2012/13 | Liga Europy               | Grupa C | Borussia Mönchengladbach | 0–0 | 0–2    | 4. miejsce |
| 2014/15 | Liga Mistrzów             | 3Q      | Zenit Petersburg         | 1–0 | 0–3    | 1–3        |
| 2014/15 | Liga Europy               | PO      | Tottenham Hotspur        | 1–2 | 0–3    | 1–5        |
| 2017/18 | Liga Europy               | 1Q      | St Joseph's              | 6–0 | 4–0    | 10–0       |
| 2017/18 | Liga Europy               | 2Q      | Progrès Niedercorn       | 2–1 | 1–0    | 3–1        |
| 2017/18 | Liga Europy               | 3Q      | Austria Wiedeń           | 1–2 | 0–0    | 1–2        |
| 2019/20 | Liga Europy               | 2Q      | Aris                     | 0–1 | 0–0    | 0–1        |
| 2021/22 | Liga Konferencji Europy   | 2Q      | KF Vllaznia              | 1–0 | 1–0    | 2–0        |
| 2021/22 | Liga Konferencji Europy   | 3Q      | Qarabağ                  | 1–1 | 0–1    | 1–2        |

## Stadion

### Stadiony przed Tsirion Stadium
Stadiony na których AEL rozgrywało mecze domowe:
- Stadion GSO (1930-1975)

### Tsirion Stadium
AEL mecze domowe rozgrywa od 1975 roku na Stadion Tsirio, mogącym pomieścić 14.000 widzów. Jest to stadion wielofunkcyjny, jednak najczęściej wykorzystywany do meczów piłkarskich. Jest to także stadion domowy Apollonu i Arisu. Stadion otwarto w 1975 roku po dwóch latach budowy.
Budowa nowego stadionu w Limassol rozpoczęła się w lutym 2018 roku. Po zakończeniu budowy (planowana na 2020 rok) zastąpi on Stadion Tsirio. Pojemność nowego obiektu będzie wynosiła około 15.000. Oficjalną nazwą obiektu ma być Limassol Arena. W kwietniu 2018 doszło do interwencji Dyrekcji Generalnej Komisji Europejskiej ds. Konkurencji w sprawie własności budowanego stadionu. AEL, Aris i Apollon, które w systemie joint venture podjęły się budowy zostały zdegradowane do roli użytkownika obiektu zaś głównym operatorem zostało CSO – Cypryjska Organizacja Sportu. Nowy stadion został otwarty w listopadzie 2022 roku.

## Zawodnicy

### Obecny skład
Stan na 30 listopada 2018
| Nr | Poz. | Piłkarz                      |
| -- | ---- | ---------------------------- |
| 1  | BR   | Vozinha                      |
| 2  | OB   | Dossa Júnior                 |
| 4  | OB   | André Ferreira Teixeira      |
| 5  | PO   | Jon Gaztañaga                |
| 6  | PO   | Leandro Miguel Pereira Silva |
| 7  | OB   | Andreas Awraam               |
| 8  | PO   | Davor Zdravkovski            |
| 9  | NA   | Nestoras Mitidis             |
| 10 | PO   | Alexandre Afonso da Silva    |
| 12 | PO   | Marios Nicolaou (k)          |
| 13 | OB   | Kevin Lafrance               |
| 14 | NA   | Andreas Makris               |
| 15 | PO   | Fidelis Irhene               |
| 16 | PO   | Manuel Torres Jiménez        |

| Nr | Poz. | Piłkarz              |
| -- | ---- | -------------------- |
| 17 | NA   | Kire Markoski        |
| 20 | PO   | Giannis Gerolemou    |
| 21 | PO   | Stylianos Panteli    |
| 22 | NA   | Rubén Jurado         |
| 23 | NA   | Joan Ángel Román     |
| 27 | OB   | Momcilo Raso         |
| 30 | BR   | Andreas Keravnos     |
| 40 | OB   | Charalambos Kyriakou |
| 42 | OB   | Christos Wheeler     |
| 44 | OB   | Nils Teixeira        |
| 71 | PO   | Dani Benítez         |
| 95 | BR   | Patryk Procek        |
| 97 | PO   | Marko Adamović       |

## Sztab szkoleniowy
Stan na 14 czerwca 2018
| Funkcja                          | Imię i Nazwisko      |
| -------------------------------- | -------------------- |
| Trener                           | Dušan Kerkez         |
| Asystent trenera                 | Christos Charalabous |
| Asystent trenera ds. taktycznych | Christos Panteli     |
| Trener bramkarzy                 | Marios Stavrinides   |
| Trener przygotowania fizycznego  | Christos Emmanuel    |
| Doktor zespołu                   | Christos Patsalides  |